# HD122559
HD122559 — хімічно пекулярна зоря спектрального класу A1, що має видиму зоряну величину в смузі V приблизно  8,0.
Вона  розташована на відстані близько 463,9 світлових років від Сонця.